# Freccia del Brabante femminile 2023
La Freccia del Brabante femminile 2023, ottava edizione della corsa, valevole come prova dell'UCI Women's ProSeries 2023 categoria 1.Pro, si svolse il 12 aprile 2023 per un percorso di 141,2 km, con partenza a Lennik e arrivo a Overijse, in Belgio. La vittoria fu appannaggio dell'italiana Silvia Persico, la quale completò il percorso in 3h37'07" alla media di 39,020 km/h, precedendo la neerlandese Demi Vollering e la tedesca Liane Lippert.
Sul traguardo di Waregem 75 corritrici, delle 140 partite, portarono a termine la gara.

## Squadre partecipanti
Al via 24 formazioni.
| N.      | Cod. | Squadra                    |
| ------- | ---- | -------------------------- |
| 1-6     | SDW  | Team SD Worx               |
| 11-16   | CSR  | Canyon-SRAM Racing         |
| 21-26   | TIB  | EF Education-Tibco-SVB     |
| 31-36   | FST  | FDJ-Suez                   |
| 41-46   | LDL  | Lotto Dstny                |
| 51-56   | FED  | Fenix-Deceuninck           |
| 61-66   | CGS  | Israel Premier Tech Roland |
| 71-76   | LIV  | Liv Racing TeqFind         |
| 81-86   | MOV  | Movistar Team              |
| 91-96   | DSM  | Team DSM                   |
| 101-106 | JAY  | Team Jayco AlUla           |
| 111-116 | JVW  | Team Jumbo-Visma           |

| N.      | Cod. | Squadra                           |
| ------- | ---- | --------------------------------- |
| 121-126 | TFS  | Trek-Segafredo                    |
| 131-136 | UAD  | UAE Team ADQ                      |
| 141-146 | UXT  | Uno-X Pro Cycling Team            |
| 151-156 | AGS  | AG Insurance-Soudal Quick-Step    |
| 161-166 | ARK  | Arkéa Pro Cycling Team            |
| 171-176 | COF  | Cofidis                           |
| 181-186 | DCH  | Duolar-Chevalmeire                |
| 191-196 | DRP  | Lifeplus Wahoo                    |
| 201-206 | PHV  | Parkhotel Valkenburg              |
| 211-216 | PRO  | Proximus-Alphamotorhomes-Doltcini |
| 221-226 | HPU  | Team Coop-Hitec Products          |
| 231-236 | TOP  | Top Girls Fassa Bortolo           |

## Ordine d'arrivo (Top 10)
| Pos. | Corritrice            | Squadra   | Tempo    |
| ---- | --------------------- | --------- | -------- |
| 1    | Silvia Persico        | UAE       | 3h37'07" |
| 2    | Demi Vollering        | SD Worx   | s.t.     |
| 3    | Liane Lippert         | Movistar  | s.t.     |
| 4    | Elise Chabbey         | Canyon    | a 2"     |
| 5    | Shirin van Anrooij    | Trek      | s.t.     |
| 6    | Marlen Reusser        | SD Worx   | a 3"     |
| 7    | Margot Vanpachtenbeke | Parkhotel | a 13"    |
| 8    | Victoire Berteau      | Cofidis   | a 25"    |
| 9    | Soraya Paladin        | Canyon    | s.t.     |
| 10   | Mischa Bredewold      | SD Worx   | s.t.     |